# Deborah (álbum de Deborah Gibson)
Deborah (Espíritu LP 9602) es el sexto álbum original de la estadounidense Deborah Gibson. Lanzado en diciembre de 1996, por Espíritu Records es el primer álbum lanzado donde la cantante lo acreditó con su verdadero nombre.

## Listado de canciones
Todos los sencillos escritos por Deborah Gibson, excepto los notables
1. "Prelude" – 0:19
2. "Ode to a Would Be Lover" – 4:11
3. "Moonchild" (Gibson, Joy Swinea) – 4:40
4. "Only Words" – 3:24
5. "Naturally" – 3:55
6. "Nobody's You" – 3:45
7. "Cry Tonight" (Gibson, Swinea) – 3:25
8. "Where I Wanna Be" – 4:53
9. "Butterflies Are Free" – 3:41
10. "Give Me Your Love" – 4:11
11. "Just Wasn't Love" – 4:07
12. "I Can't" – 4:14
13. "People" – 3:03
14. "Don't Rain on My Parade" – 2:59
15. "I Will Let You Go" – 3:13

## Cambios de producciones
Hay pruebas de que varias canciones fueron sustituidos por una segunda edición, para las copias al por menor a partir de junio de 1997, con la lista de las canciones de la siguiente manera: 
1. "Prelude" – 0:19
2. "Ode to a Would Be Lover" – 4:11
3. "Moonchild" – 4:40
4. "Only Words" – 3:24
5. "Naturally" – 3:55
6. "Nobody's You" – 3:45
7. "Cry Tonight" – 3:25
8. "Where I Wanna Be" – 4:53
9. "Butterflies Are Free" – 3:41
10. "Give Me Your Love" – 4:11
11. "Just Wasn't Love" – 4:07
12. "I Can't" – 4:14
13. "I Will Let You Go" – 3:13
14. "Only Words" (Dance Edit) – 3:56
15. "Only in My Dreams" (1997 Dance Edit) – 4:38

A third variant (Nippon Columbia/Sony COCY 80747), officially titled Moonchild (Debbie Gibson album), released November 1997 by Nippon Columbia division of Sony Music Entertainment Japan, includes all tracks from both U.S. revisions, as follows:
1. "Prelude" – 0:19
2. "Ode to a Would Be Lover" – 4:11
3. "Moonchild" – 4:40
4. "Only Words" – 3:24
5. "Naturally" – 3:55
6. "Nobody's You" – 3:45
7. "Cry Tonight" – 3:25
8. "Where I Wanna Be" – 4:53
9. "Butterflies Are Free" – 3:41
10. "Give Me Your Love" – 4:11
11. "Just Wasn't Love" – 4:07
12. "I Can't" – 4:14
13. "I Will Let You Go" – 3:13
14. "Only Words" (Dance Edit) – 3:56
15. "Only in My Dreams" (1997 Dance Edit) – 4:38
16. "People" – 3:03
17. "Don't Rain on My Parade" – 2:59

## Personal
- Carlos Alomar – Acoustic & Electric Guitar
- Reynaldo Andrews – Handclapping
- Carlton Batts – Mastering
- Bob Biles – Engineer
- Anna-Jane Casey – Vocals, Performer
- Chris Childs – Bass
- Robin Clark – Background Vocals
- Richard Cottle – Keyboards
- Richard Drummie – Guitar, Mandolin, Arranger, Producer, Drum Programming, Keyboard Programming
- Deborah Gibson – Piano, Arranger, Keyboards, Vocals, Background Vocals, Producer, Performer
- Dave Goodermuth – Assistant Engineer
- Marc Goodman – Engineer
- Andy Grassi – Vocals, Engineer, Mixing
- Dave Hancock – Mixing Assistant
- Bashiri Johnson – Percussion
- Larry Knight – Acoustic & Electric Guitar
- David Matthews – Engineer
- P. Dennis Mitchell – Engineer, Mixing
- Richie Morales – Drums
- Joey Moskowitz – Programming
- B.J. Nelson – Background Vocals
- Rafael Padilla – Percussion
- Dean Parks – Acoustic Guitar
- John Patitucci – Bass Samples
- George Perilli – Drums
- Mark Portmann – Arranger, Producer, Engineer, Keyboard Programming
- Sally Ries – Background Vocals
- Andrea Robinson – Background Vocals
- Álex Rodríguez – Mixing
- Steve Rosen – Piano, Arranger, Keyboards, Producer
- Tom Salta – Keyboards, Programming
- Bill Schnee – Mixing
- Michael Thompson – Electric Guitar
- Fonzi Thornton – Background Vocals
- Junior Vasquez – Producer, Mixing, Post Production

- Datos: Q5248153